# بنات سوبرمان (مسلسل)
قالب:نقل يجب أن يستعمل في صفحة نقاش, مثلا نقاش:بنات سوبرمان (مسلسل)

بنات سوبرمان هو مسلسل مصري تم تصويره وإنتاجه في عام 2016 ليكون جاهزا للعرض في شهر رمضان لنفس السنة، المسلسل من إخراج حسام علي وبطولة شيري عادل، يسرا اللوزي، وريهام حجاج، بالإضافة العديد من النخبة الفنية.

## قصة المسلسل
تدور أحداث المسلسل عن ثلات فتيات خارقات وشخصية سوبرمان الأسطورية، هذا الأخير يأتى إلى مصر ليقوم بمهمة خاصة كلفته بها الحكومة الأمريكية، فحين وصوله لمصر إلتقى بالمسؤول المصرى واقترح علية أخذ قسط من الراحة، وأخذه لأحد الملاهي الليلية، هناك تعرف على امرأة فيتزوج بها وينجبان ثلاث بنات خارقات، فيحاولن البنات الخارقات تقمص شخصيات خارقة بطريقة كوميدية فيتعرضن للعديد من المشاكل لتتصاعد الأحداث في إطار كوميدي فانتازي ساخر.

## الممثلين
- يسرا اللوزي: المذيعة آية جمال
- ريهام حجاج: ياسمين أحمد
- شيري عادل: غادة صلاح
- بيومي فؤاد: كابتن قُرني
- انتصار: هندية
- كريم عفيفي: مروان قرني الدحليشي
- طارق صبري: الرائد خالد
- محمود حافظ: رجب
- أسامة عبد الله: المخبر طُلبة (طوبي)
- محمد فهيم: زكريا أخو طلبة
- هند عبد الحليم: داليا الأخت الرابعة
- حمدي الوزير: هشام زهران
- فكري صادق: عم رشاد
- إيمان السيد: نادين حمدي
- ياسر الطوبجي: أيمن حمدي
- نادية العراقية: صباح
- نيرة أشرف: اللواء والد خالد
- نيرة عارف: سمر مساعدة هشام
- دنيا النشار: سهر ريكلام بالكباريه
- محمد عبد المعطي: ضابط بالداخلية
- عهدي صادق: عم فوزي
- جميل برسوم: صاحب الملجا
- محمود عامر: عبد العظيم أحمد عبد العظيم
- محمد فراج: سوبر مان
- طارق مندور
- أشرف فاروق: أشرف
- لبنى محمود
- عبد المنعم المرصفي: منعم الحلاق
- علي جمال الدين
- ليلة عدنان
- عبير فاروق: والدة أية جمال بالتبني * ميما الشامي
- أندرو عماد
- أحمد إسماعيل
- شيرين جلال
- صابر أبو زيد
- احمد عبد الرازق
- محمد أشرف
- أشرف عبد الوهاب
- مصطفى عباس
- مريم السكري
- بدر سيف
- محمد فكري
- ريم صبري
- محمد الصيفي
- عادل البنا
- آية إبراهيم
- خالد صفوت
- محمد فتحي
- على عبد المنعم
- محمد شبانة
- أحمد أشرف
- أحمد زايد
- نسمة حافظ
- عبد الله سليم
- سمير كامل
- جميل عزيز
- راضي نبايل
- باتع خليل
- احمد صلاح
- ميدو وحيد
- إسلام عرفة
- مي لإبراهيم
- مزاهر مصطفى
- ملك صالح
- شهد
- مايا شريف
- زينب طه
- أحمد يوسف
- زهرة إبراهيم
- ريم علي
- أميرة سمير
- هبة عصام
- سارة عادل
- سماح عبد العال
- ميدرونا سليم
- محمد علي
- عادل ماضي
- داليا سمير
- سامح الجيزاوي
- سيف جمال
- بيريهان باهر
- تامر مجدي (تامر هتلر)
- جمال عبد الرازق
- كريم الباسطي
- حمدي باتشان: مطرب الكباريه
- محمد البياع: جاسر
- سلمى إيهاب بهجت: طفلة
- روان تامر حيدر: طفلة
- حنين ياسر شعراوي: طفلة
- شمس أشرف: طفلة